# Ображіївка
Ображі́ївка — село в Україні, у Шосткинській міській громаді Шосткинського району Сумської області. Населення становить 1419 осіб. До 2018 року орган місцевого самоврядування — Ображіївська сільська рада. Розташовано за 6 км від райцентру.

## Географія
Село Ображіївка розташоване між річками Івотка та Шостка (2-3 км) за 5 км від річки Десна. На відстані 2 км починається місто Шостка. Селом протікає пересихаюча річка з загатами Люта, ліва притока Івотки.

## Символіка
Герб поділений на три поля, у верхньому лівому червоному зображений літак у вигляді загостреного знизу козацького хреста і 3 золоті зірки, у правовому верхньому зеленому - архангел Михаїл в золотих обладунках з синім щитом і червоним мечем. У нижньому синьому три скошені хрести. Літак і три золоті зірки позначають найвидатнішого односельця - аса (літак) Другої світової війни (червоний колір), тричі героя (три золоті зірки) Кожедуба Івана Микитовича. Образ Архангела Михаїла на зеленому тлі (село деякий час належало Новгород- Сіверському Спасо–Преображенському монастирю) символізує унікальну Михайлівську церкву, синій щит - Попове озеро, червоний меч - погроза, не ображай (герб є напівпромовистим). Три загострені знизу козацькі хрести означають трьох перших поселенців, які заснували три хутори навколо Попового озера (синій колір). Внутрішня частина хрестів утворює заокруглену область, яка нагадує озеро.

## Історія
Поселена на місці с. Івота в 1669 р. за осадним листом архієпископа Лазаря Барановича.
За свідченням старожилів, в 1604 році в місцях, де зараз розташована Ображіївка, з’явилися переселенці Горлач, Головач та Гопша зі своїми сім’ями й оселились в гущині лісу, який займав усю територію поблизу озера Попове, заснувавши три хутори. Лісове поселення розросталось і в народі, як дехто згадував, називалось Селищем; інші ж говорили, що мало воно назву Городок. Ця остання назва може служити підтвердженням того, що село заснували колишні городяни. Заснування села Ображіївка тісно пов’язане з історичними подіями поблизу Новгород – Сіверського восени 1604 року. Саме на Новгород – Сіверщині почалася війна між самозванцем Лжедмитрієм І і московським царем Борисом Годуновим. З Новгородом – Сіверським пов’язана і перша назва села – Преображенське. Ображіївка деякий час належала Новгород- Сіверському Спасо–Преображенському монастирю. Під такою назвою село згадується не лише в осадному листі Лазаря Барановича, а й грамоті царя Олексія Михайловича (1671 р.), в універсалі гетьмана Івана Самойловича (1673 р.), в грамоті Івана і Петра Олексійовичів та Софії Олексіївни (1688 р.), а також в інших документах ХVІІ століття. Однак, вже у 1695 році чи не вперше це село названо Ображіївкою в грамоті чернігівського архієпископа Феодосія Углицького про розподіл сіножатей між монастирськими селянами Погребків та козаками села Івот. Надалі ж нова назва залишається незмінною.
Михайлівська церква була збудована на невисокому пагорбі Головачівки в 1670 р. козаками й монастирськими селянами Преображенської слобідки, яка відтоді стала зватися селом Ображіївкою Воронізької сотні Ніжинського полку. Дерев’яна церква згоріла від удару блискавки в 1765 р. На її місці встановили стару дерев’яну церкву, перевезену з козацького села Самотуги Сосницької сотні Чернігівського полку. У 1831 р. була закладена нова кам’яна церква аж за версту від старої церкви на схід, де проживали козаки Вареники, які найбільше зібрали коштів на будівництво церкви.
Під час організованого радянською владою Голодомору 1932—1933 років село було занесене на «чорну дошку», померло щонайменше 6 жителів села.

## Населення
Згідно з переписом УРСР 1989 року чисельність наявного населення села становила 1821 особа, з яких 805 чоловіків та 1016 жінок.
За переписом населення України 2001 року в селі мешкали 1404 особи.

### Мова
Розподіл населення за рідною мовою за даними перепису 2001 року:
| Мова            | Кількість | Відсоток |
| --------------- | --------- | -------- |
| українська      | 1375      | 96.90%   |
| російська       | 42        | 2.96%    |
| білоруська      | 1         | 0.07%    |
| інші/не вказали | 1         | 0.07%    |
| Усього          | 1419      | 100%     |

## Пам'ятки

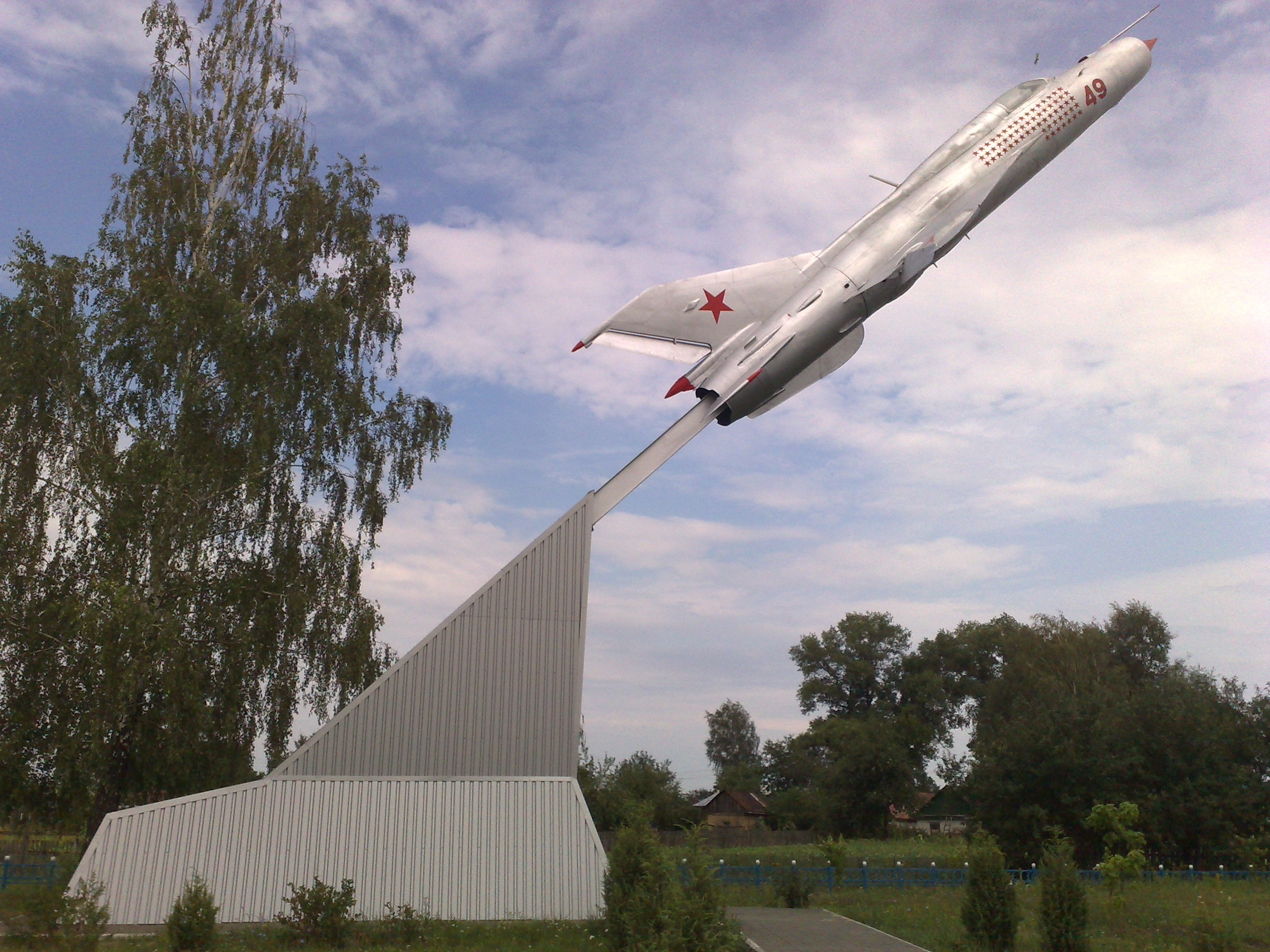
Літак МіГ-21, встановлений на честь Кожедуба І. М.

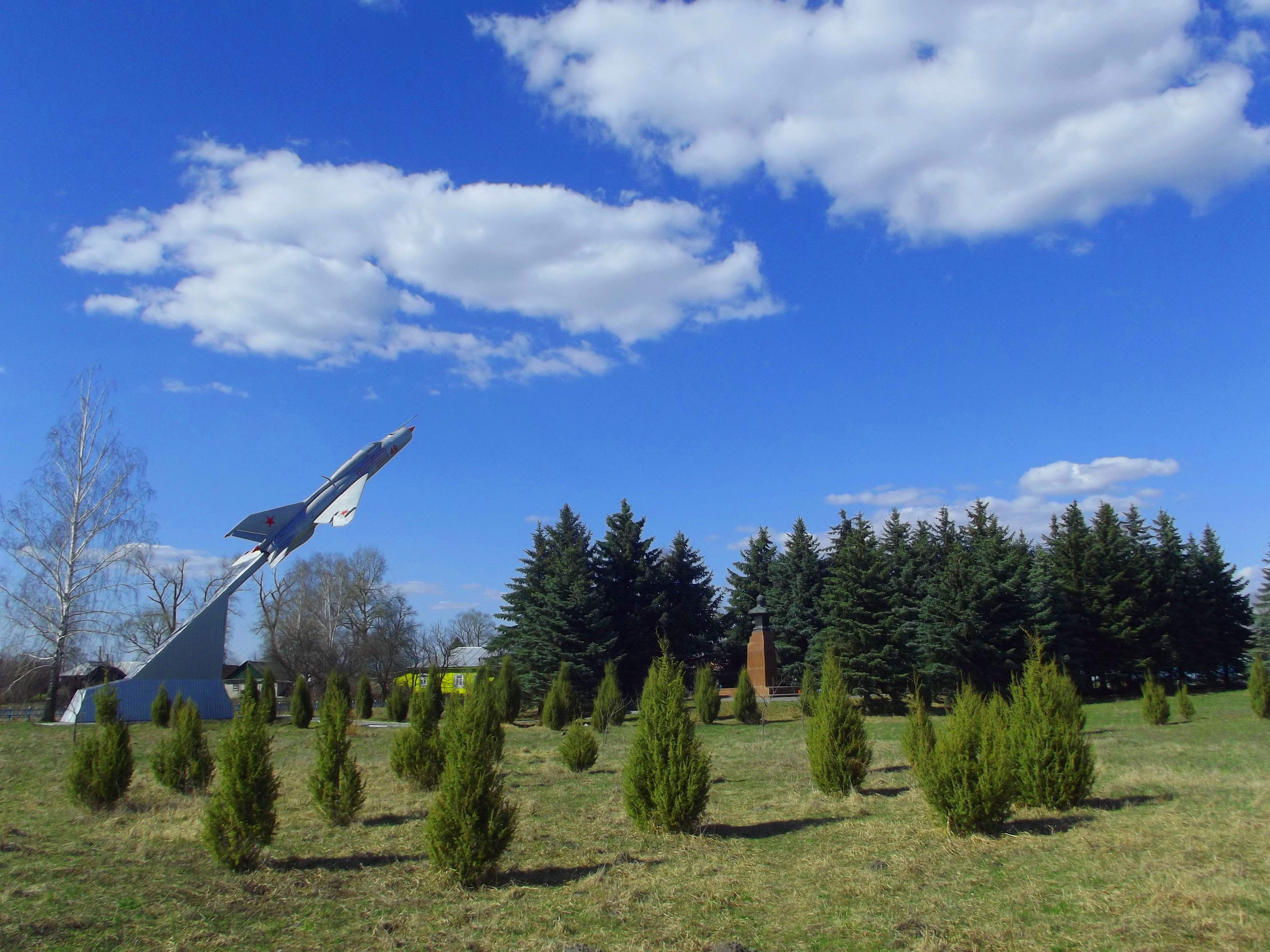
Сквер І. М. Кожедуба

- В селі розташована Михайлівська церква (1839 р.) з дзвіницею (перша третина XIX ст.), яка є унікальним комплексом церковної архітектури XIX ст., і поєднує народні архітектурні традиції з досвідом професійної архітектури
- Сквер І. М. Кожедуба — комплексна пам'ятка природи

## Відомі люди
- Бочек Петро Семенович (1925—2018) — Герой Радянського Союзу.
- Грінченко Андрій Олександрович — український військовик, учасник російсько-української війни[8].
- Кожедуб Іван Микитович (1920—1991) — льотчик-винищувач, тричі Герой Радянського Союзу.